# ریو ماتسومورا
ریو ماتسومورا (انگلیسی: Ryo Matsumura؛ زادهٔ ۱۵ ژوئن ۱۹۹۴) بازیکن فوتبال اهل ژاپن است.
از باشگاه‌هایی که در آن بازی کرده‌است می‌توان به باشگاه ورزشی توچیگی و باشگاه فوتبال ویسل کوبه اشاره کرد.